# Зарічний Іван Петрович
Іван Петрович Зарічний (1903 — ?) — директор свинарського радгоспу імені 1-го Травня Міністерства радгоспів СРСР, Горлівський район, Сталінська область, Герой Соціалістичної Праці.

## Біографія
Іван Петрович Зарічний народився у 1903 році в Кростенському окрузі Київської області (нині — Житомирська область) в сім'ї заможних селян. Батько — Петро Матвійович Зарічний, власник великого масиву землі, частини лісу, лугу-сінокосу, плантації хмелю, плодового саду, пасіки. Займався експериментальною агрономією, вирощуючи прогресивні сорти сільськогосподарських рослин і високопорідні види свійських тварин.
Іван Петрович здобув агрономічну освіту в сільськогосподарській профшколі, за фахом — зоотехнік. Після завершення навчання працював у радгоспі.
У 1946—1956 рр.[джерело?] пряцював директором свинарського радгоспу імені 1-го Травня Міністерства радгоспів СРСР, Горлівський район Сталінської області (з 1957 р. радгосп змінив спеціалізацію на овочівництво і виробництво молока).
З 1960 р. — пряцював директором радгоспу «Гірник»[джерело?] № 2, з 1955 по 1968 — радгоспу «Добропільський» Донецької області.
У 1948 році І. П. Зарічному було присвоєно звання Героя Соціалістичної Праці «за виняткові заслуги перед державою, що виразилися в отриманні в 1947 році врожаю пшениці 31 центнер з гектара на площі 120 гектарів». (Указ Президії Верховної Ради СРСР від 13 березня 1948 року, № медалі «Серп і Молот» — 1292).
Похований в м. Донецьку.

## Нагороди
- Звання Героя Соціалістичної Праці, медаль «Серп і Молот» і орден Леніна (1948)
- Орден Леніна (1949)
- Орден Леніна (1950)
- Орден Леніна (1953)
- Орден «Знак Пошани» (1966)[3]

## Твори
- Заричный И. П. Три тонны мяса на свиноматку. Опыт совхоза им. 1 Мая Сталинской обл. — Москва [б. и.], 1952. — 55 с.
- Заричный И. П., Романчук А. И. Первый год семилетки совхоза «Горняк» № 2. [Развитие животноводства. Сталинская обл.]. — Животноводство, 1959, № 12, с. 3–8.
- Заричный И. П. Организация труда в свиноводстве. [Совхоз «Горняк» № 2 Добропольского района]. — Сталино: Кн. изд., 1960. — 20 с. (Сталинское обл. науч.-техн. об-во сел. и лесного хозяйства).
- Домашнее животноводство / В. С. Родин, И. П. Заричный, В. И. Корниенко и др.; [предисл. И. Е. Тимченко]. — Донецк: «Донбасс», 1971. — 184 с.